# Bjurholms landskommun
Bjurholms kommun var en tidigare kommun i Västerbottens län. 

## Administrativ historik
När 1862 års kommunalförordningar trädde i kraft inrättades i Bjurholms socken i Ångermanland  denna kommun.
Bjurholms municipalsamhälle inrättades den 30 juni 1934 och upplöstes 31 december 1962. Kommunreformen 1952 påverkade inte indelningarna i området, då varken Västerbottens eller Norrbottens län berördes av reformen. Landskommunen ombildades 1971 till Bjurholms kommun. Denna uppgick 1974 i Vännäs kommun, men utbröts igen 1983
Kommunkoden 1952-1970 var 2403.

### Kyrklig tillhörighet
I kyrkligt hänseende tillhörde kommunen Bjurholms församling.

## Kommunvapnet
Blasonering: I blått fält en av vågskuror bildad bjälke av guld, belagd med en gående svart bäver med tunga, tänder och klor röda.
I ett sockensigill från 1800-talet återfanns en bäver, som fick ligga till grund för vapnet, som fastställdes 1951. Ordet bjur i namnet betyder också just bäver.  

## Geografi
Bjurholms landskommun omfattade den 1 januari 1952 en areal av 1 383,52 km², varav 1 323,41 km² land.

### Tätorter i kommunen 1960
I Bjurholms kommun fanns tätorten Bjurholm, som hade 865 invånare den 1 november 1960. Tätortsgraden i kommunen var då 18,1 procent.

## Politik

### Mandatfördelning i Bjurholms landskommun 1938-1970
| 7 |  | 10 | 7 |

| 24 |

| 9 | 2 | 10 | 4 |

| 25 |

| 9 | 3 | 10 | 3 |

| 24 |

| 9 |  | 3 | 9 | 3 |

| 23 |

| 9 | 3 | 8 | 5 |

| 24 |

| 10 | 2 | 5 | 8 | 5 |

| 27 |

| 11 | 6 | 8 | 5 |

| 29 |

| 8 | 3 | 6 | 7 |  | 5 |

| 28 |

| 11 | 7 | 8 |  | 4 |

| 28 |